# NSB Niederelbe Schiffahrtsgesellschaft
Die NSB Niederelbe Schiffahrtsgesellschaft mbH & Co. KG (Niederelbe Schiffahrtsgesellschaft Buxtehude) ist eine der größten deutschen Bereederungsgesellschaften mit Sitz in Buxtehude bei Hamburg.

## Geschichte
Die 1982 gegründete NSB betrieb im September 2015 noch eine Flotte von 75 Schiffseinheiten mit einer Tragfähigkeit von ca. 4,6 Mio. tdw. bzw. ca. 331.000 TEU. Auf dem Höhepunkt des Geschäfts waren es sogar 116 Einheiten. Im Oktober 2017 waren es nur noch 64 Schiffe. Die Flotte teilt sich in Containerschiffe sowie einige Gas- und Produktentanker auf. Zeitweise bereederte NSB auch Offshore-Installationsschiffe. Die Schiffe der Reederei werden hauptsächlich über Schiffsfonds von Emissionshäusern wie CONTI, Gebab oder Norddeutsche Vermögen finanziert. Die NSB gehört zu 45 % zur Conti Unternehmensgruppe.
Ein großer Teil der Schiffe ist langfristig an bekannte Großreedereien verchartert und fährt unter entsprechenden Charternamen. Dazu gehören z. B. das größte deutsche Containerschiff, die CMA CGM Vela, die CMA CGM Hugo (bei ihrer Indienststellung 2004 mit 8.221 TEU das größte Containerschiff der Welt), die Ever Charming (Evergreen Marine), die Hanjin Baltimore (Hanjin Shipping), die MOL Wish (Mitsui O.S.K. Lines), die MSC Lausanne (Mediterranean Shipping Company), die NYK Galaxy (NYK Line) und die Conti Tianjin (Pacific International Lines). Zur Flotte der von der NSB bereederten Schiffe gehörte zeitweilig auch die bekannte Cap Anamur. Darüber hinaus bereederte NSB die beiden RWE-Errichterschiffe der Seabreeze-Klasse.
Die NSB verfügt mit der NSBacademy über eine eigene Weiterbildungseinrichtung mit Simulatoren. Die Reederei zählt zu den bedeutendsten Anbietern von Frachtschiffreisen.
Im Sommer 2012 geriet das Containerschiff MSC Flaminia der NSB auf dem Atlantik in Brand und wurde zeitweilig von der Besatzung aufgegeben, bevor es geborgen und nach Wilhelmshaven geschleppt werden konnte. Nach Entsorgung der Ladung wurde die MSC Flaminia 2014 auf einer Werft in Dänemark und einer Werft in Rumänien repariert, sie bekam dabei eine neue Mittelsektion, auch durch einen neuen Bugwulst und einen neuen Propeller wurde der Treibstoffverbrauch gesenkt und damit die Effizienz gesteigert.
In der 1992 erfolgten Veröffentlichung „Schiffe deutscher Reeder unter vielen Flaggen“ zum Strukturwandel in der deutschen Handelsflotte mit Beginn der Ausflaggungen Anfang der 1970er Jahre wurde auf Seite 26 dokumentiert: „Die NSB Niederelbe Schiffahrtsgesellschaft in Buxtehude gehört zur Gruppe des Bremer Vulkan und bereedert vornehmlich deren Produkte … NSB gibt dem Charterer vieler deutscher Schiffe Hilfestellung bei der Bereederung …“ – wozu auch Einzelgesellschaften der Conti-Gruppe aus Unterföhring bei München mit vier Schiffen vom Typ BV 1600 zählten.
Insbesondere mit ihrem einstigen Ausbildungsschiff Canada Senator (ex. Northern Joy) ermöglichte Reederei NSB ganzen Lehrlingsgruppen die bordprakische Ausbildung zum Schiffsmechaniker. So versah die Canada Senator um 2006/2007 ihren Dienst in der Linienschifffahrt zwischen europäischen Häfen im Mittelmeer und Kanada. Im italienischen Hafen Genua begannen und endeten die üblicherweise drei Monate andauernden Ausbildungsreisen der 8 Personen starken Azubi-Gruppen mit ihrem sie betreuenden Ausbilder an Bord des Containerschiffes CANADA SENATOR bis hin zum kanadischen Hafen Montreal über den Nordatlantik wetterbedingt auch durch die Azoren und jeweils über den Sankt-Lorenz-Strom. Aufgeteilt in drei Gruppen erfolgte die Einführung in Arbeiten im Bereich Kommandobrücke, im Bereich Deck und im Bereich Schiffsmaschinenraum. Die Ausbildung umfasste z. B. Tätigkeiten in der Navigation mit Arbeiten in der Seekarte, Knotenkunde, Spleißen und einen Seesack nähen, Feilen, Mitarbeiten jeweils beim Anlegemanöver und Ablegemanöver, Wachdienst im Hafen an der Gangway, kontrollieren der Kühlcontainer (Reefer) und die Beteiligung an den anfallenden Wartungsarbeiten im Maschinenraum. Auf dem Rückweg von Montreal wurde im Mittelmeer zunächst der Hafen Gioia Tauro angelaufen bevor nach 30 Tagen die 1. Rundreise in Genau endete.
Die Reederei NSB Niederelbe Schiffahrtsgesellschaft mbH & Co. KG ist seit 2007 Herausgeber der in deutscher und in englischer Sprache in einer Auflagenhöhe von ca. 4.000 Stück erscheinenden Mitarbeiterzeitschrift bzw. Magazin der NSB GROUP („Reederei NSB Staff Journal“ bzw. „NSB GROUP Journal“) mit dem Titel „NSBmagazine“.
Die Reederei NSB beschäftigte 2014 durchschnittlich 1.841 Seeleute. Der Gründer Helmut Ponath hielt auch trotz der Schifffahrtskrise ab 2008 länger zur deutschen Flagge als die meisten anderen Reeder im wohlverstandenen Interesse aller Seiten, so dass die maritime Wirtschaft auch mit deutschen Beschäftigten nicht zu schnell aus dem Blick geriet und Deutschland als eine Seefahrernation weiterhin ein maritimer Standort mit Schiffen unter deutscher Flagge blieb. Mit Pressemitteilung vom 2. Dezember 2014 „Ausstieg aus der deutschen Flagge bei Reederei NSB“ wurde nach Gesprächen zwischen See-Betriebsrat, sowie ver.di und der Reederei unter Einbindung einer Einigungsstelle ein Interessenausgleich und ein Sozialplan verabschiedet und wegen anhaltend schlechter Marktbedingungen die schrittweise Ausflaggung der noch 38 deutsch geflaggten Containerschiffe und damit auch die Entlassung der deutschen bzw. europäischen Seeleute beschlossen. Zum Juni 2017 wurden planmäßig alle 486 deutschen Seeleute entlassen und die Schiffe ausgeflaggt.